# Уитон, Эми
Ама́нда «Э́ми» Кэ́трин Уи́тон (англ. Amanda «Amy» Katherine Wheaton; 12 мая 1978, Пасадина, Калифорния, США) — американская актриса

.

## Биография
Аманда Кэтрин, наиболее известная как Эми, Уитон родилась 12 мая 1978 года в Пасадине (штат Калифорния, США). Младшая сестра актёров Уила Уитона (род. 1972) и Джереми Уитона (род. 1976). В 2000 году училась в Актёрской школе Джона Раскинга.
В 1987 году Эми дебютировала в кино, сыграв роль Элис Крейн в фильме «Проклятие» (1987), и была номинирована на премию «Молодой актёр» в номинации «Лучшая молодая актриса в возрасте до десяти лет на телевидении или в кино». Всего Уитон сыграла в 12-ти фильмах и телесериалах и, сыграв небольшую роль в телесериале «Клиент всегда мёртв», в 2002 году завершила кинокарьеру. По состоянию на октябрь 2004 года, она живёт в Северной Калифорнии, где работает массажисткой, когда она не снимается в кино или учится.
С 22 сентября 2007 года Эми замужем за мужчиной по имени Эндрю.

## Фильмография
| Год  |     | Русское название                       | Оригинальное название                 | Роль            |
| ---- | --- | -------------------------------------- | ------------------------------------- | --------------- |
| 1987 | ф   | Проклятие                              | The Curse                             | Элис Крейн      |
| 1988 | с   | Звёздный путь: Следующее поколение     | Star Trek: The Next Generation        | Тара            |
| 1995 | с   | Спасатели Малибу                       | Baywatch                              | Кит Эванс       |
| 1997 | с   | Скользящие                             | Sliders                               | Люси Ла Круа    |
| 1997 | ф   | Доблестный поцелуй для монстра в шкафу | A Valiant Kiss for the Closet Monster | Пенни           |
| 1999 | с   | Притворщик                             | The Pretender                         | Джессика Бракен |
| 2000 | с   | Хулиганы и ботаны                      | Freaks and Geeks                      | милая девушка   |
| 2001 | с   | Скорая помощь                          | ER                                    | Шэннон Уоллес   |
| 2001 | кор | Жёлтая птичка                          | The Yellow Bird                       | Таттер Фрали    |
| 2001 | кор | Дорогая Эмили                          | Dear Emily                            | Шана            |
| 2002 | с   | Первый понедельник                     | First Monday                          | Дженнифер Эванс |
| 2002 | с   | Клиент всегда мёртв                    | Six Feet Under                        | студентка       |